# 2019 في المملكة المتحدة
فيما يلي قائمة الأحداث التي حدثت عام 2019 في المملكة المتحدة.

## شاغلو المناصب
- العاهل - إليزابيث الثانية
- رئيس الوزراء:
  - تيريزا ماي (حزب المحافظين) (حتى 24 يوليو)
  - بوريس جونسون (حزب المحافظين) (بدءًا من 24 يوليو)
- البرلمان:
  - البرلمان السابع والخمسون (تم حله في 6 نوفمبر)
  - البرلمان الثامن والخمسون (بدأ في 17 ديسمبر)

## أحداث

### يناير
- 2 يناير - ارتفعت أسعار تذاكر القطارات في إنجلترا وويلز بمعدل 3.1٪.[1] وفي الوقت نفسه، أعلنت شركة سكوتريال عن زيادات في متوسط أسعار القطارات بنسبة 2.8٪.[2]

- 8 يناير - أيد النواب تعديل قانون المالية، بأغلبية 303 إلى 296 صوتًا، للحد من سلطات الخزانة في سيناريو خروج بريطانيا من الاتحاد الأوروبي بدون صفقة.[3]

- 9 يناير - أيد النواب تعديل دومينيك جريف لاتفاقية الانسحاب من الاتحاد الأوروبي، بأغلبية 308 إلى 297 صوتًا، مما يجبر الحكومة على العودة إلى البرلمان في غضون ثلاثة أيام إذا تم التصويت على الصفقة في الأسبوع التالي.[4]

- 14 يناير - استقالة سوط حزب المحافظين غاريث جونسون، قائلاً إنه لا يستطيع دعم الحكومة في التصويت المقبل على اتفاقية انسحاب تيريزا ماي من الاتحاد الأوروبي.[5]

- 15 يناير - رفض مجلس العموم صفقة تيريزا ماي بشأن انسحاب المملكة المتحدة من الاتحاد الأوروبي بأغلبية 432 صوتًا مقابل 202.[6] هامش التصويت 230 هو أكبر هزيمة لاقتراح حكومي منذ 100 عام.[7]

- 16 يناير - نجت حكومة تيريزا ماي من التصويت بحجب الثقة بأغلبية 325 مقابل 306.[8]

### أكتوبر
- 23 أكتوبر - العثور على 39 جثة في مقطورة شاحنة تبريد في منطقة جرايز.

### ديسمبر
- 14 ديسمبر - انطلاق مسابقة ملكة جمال العالم 2019 في لندن وهي النسخة التاسعة والستين في تاريخ المسابقة منذ انطلاقتها عام 1951.

## رياضة
- بطولة ويمبلدون 2019.
- طواف يوركشاير 2019.
- كأس العالم للكريكيت 2019.

## مواليد
- 6 مايو – آرتشي ماونتباتن-وندسور.[9]

## وفيات

### يناير
- 1 يناير
  - كاتي فلين، 82، روائية بريطانية.[10]
- 3 يناير
  - جاك فينل، 85، لاعب رغبي.[11]

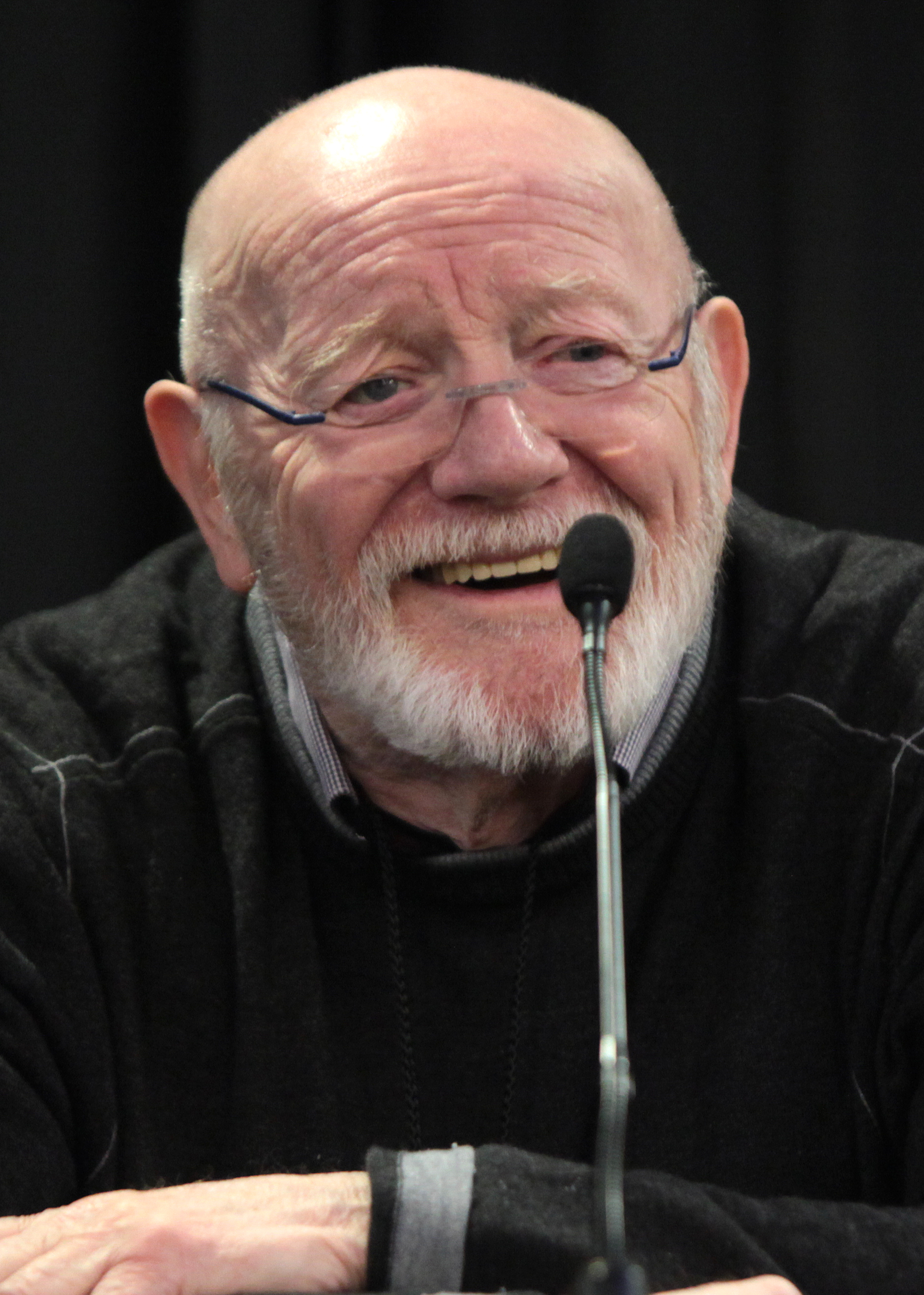
ويليام مورغان شيبارد في 2015

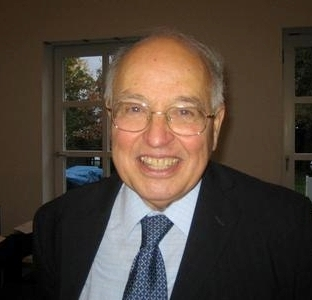
السير مايكل عطية في 2007

  - ريج هولاند، 78، لاعب كرة قدم (نادي ريكسهام ونادي تشستر سيتي ونادي ألترينتشام).[12]
- 5 يناير
  - عائشة ليمو، 79، مربية نيجيرية ولدت في المملكة المتحدة.[13]
- 6 يناير
  - كين برستون، 93، لاعب كريكيت.[14]
  - ويليام مورغان شيبارد، 86، ممثل.[15][16]
- 7 يناير
  - ديف لاينغ، 71، كاتب إنجليزي.[17]
  - رونالد س. ريد، 94، رياضياتي كندي ولد في المملكة المتحدة.[18]
- 8 يناير
  - جون ناي، 95، جيولوجي.[19]
- 9 يناير
  - يان آدمسون، 74، سياسي.[20]
- 10 يناير
  - مارتن غور، 67، عالم أورام.[21]
  - كونراد سوان، 94، عسكري.[22]
- 11 يناير
  - مايكل عطية، 89، رياضياتي بريطاني، رئيس الجمعية الملكية (1990–1995).[23]
- 12 يناير
  - ليندا كيلي، 82، مؤرخة بريطانية.[24]
- 17 يناير
  - ويندسور ديفيز، 88، ممثل ويلزي.[25]
  - غارفيلد أوين، 86، لاعب رغبي ويلزي.[26]
- 19 يناير
  - موريل بافلو، 97، ممثلة بريطانية.
- 22 يناير
  - أندرو فيرلي، 55، طباخ اسكتلندي.[27]
- 27 يناير
  - مايك هاريسون، 78، لاعب كرة قدم (تشيلسي وبلاكبيرن روفرز ونادي لوتون تاون).[28]
- 30 يناير
  - فيليسيتي هيل, 103, ضابط بريطاني.[29]
- 31 يناير
  - دينيس هنت, 81, لاعب ومدرب كرة قدم (نادي غيلينغهام ونادي برينتفورد).[30]

### فبراير
- 1 فبراير

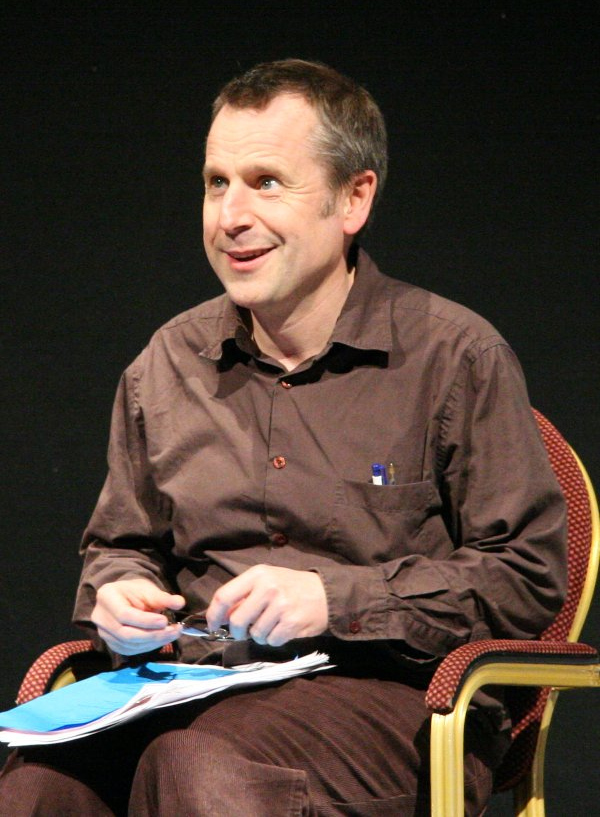
جيريمي هاردي في 2006

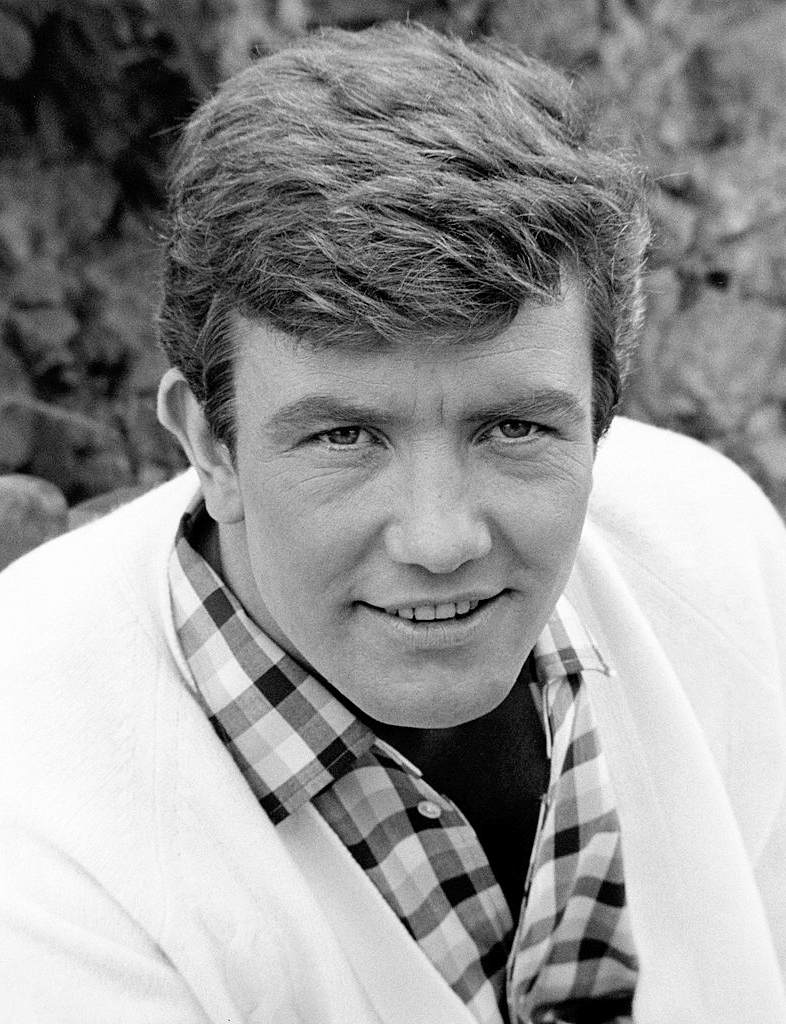
ألبرت فيني في 1966

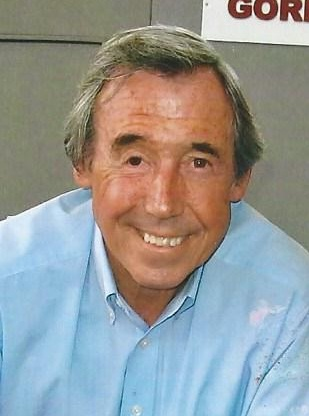
غوردون بانكس في 2007

  - جيريمي هاردي, 57, كوميدي بريطاني, سرطان.[31]
  - كلايف سويفت, 82, ممثل وكاتب أغاني إنجليزي.[32]
  - ليه ثورنتون, 84, رياضي بريطاني.[33]
- 2 فبراير
  - ويليام ديفيس, 85, صحفي بريطاني (بي بي سي).[34]
- 3 فبراير
  - داني وليامز (لاعب كرة قدم بريطاني), 94, لاعب ومدرب كرة قدم (نادي روذرهام يونايتد) (سويندون تاون، شيفيلد وينزداي).[35]
- 4 فبراير
  - كولين باركر, 79, مؤرخ بريطاني.[36]
  - مات برازير, 42, لاعب كرة قدم (كوينز بارك رينجرز، كارديف سيتي، نادي ليتون أورينت).[37]
- 5 فبراير
  - جو فاشون, 74, لاعب كرة قدم اسكتلندي (تشيلسي، دندي يونايتد).[38]
  - بيتر هيوز, 96, ممثل إنجليزي (أمل ومجد (فيلم)، إيفيتا (فيلم)).[39]
  - أندي نيزبت, 65, رياضي ومتسلق جبال اسكتلندي، سقوط.[40]
- 6 فبراير
  - إدوين بارنز, 84, كاهن كاثوليكي بريطاني.[41]
  - مايكل غرين, 88, عالم عقيدة وكاهن من المملكة المتحدة.[42]
  - ماغز بورتمان, 44, طبيبة من المملكة المتحدة.[43]
- 7 فبراير
  - ألبرت فيني, 82, ممثل إنجليزي (توم جونز (فيلم)، إيرين بروكوفيتش (فيلم)، جريمة في قطار الشرق السريع (فيلم 1974)، بيج فيش، سكايفول).[44]
- 8 فبراير
  - جيم ميلر, 76, أستاذ وباحث في اللغة.[45]
  - كليف مايرز, 72, لاعب كرة قدم إنجليزي (تشارلتون أثلتيك، يوفل تاون، نادي توركي يونايتد).[46]
- 9 فبراير
  - كاتارينا ليندنر, 39, لاعب كرة قدم اسكتلندي ولد في ألمانيا (نادي غلاسكو سيتي).[47]
  - فريد بيكرينغ, 78, لاعب كرة قدم إنجليزي (بلاكبيرن روفرز، نادي إيفرتون، منتخب إنجلترا لكرة القدم).[48]
  - يان روس, 72, لاعب كرة قدم إنجليزي (نادي ليفربول، أستون فيلا، نادي بيتربورو يونايتد).[49]
- 10 فبراير
  - إريك دونينغ, 82, أكاديمي وعالم اجتماع.[50]
- 12 فبراير
  - غوردون بانكس, 81, لاعب كرة قدم إنجليزي (ليستر سيتي، ستوك سيتي،منتخب إنجلترا لكرة القدم)، وشارك في كأس العالم 1966.[51]
  - أوستن رودس, 81, لاعب رغبي إنجليزي.[52]
  - ديفيد والتون, 73, عالم نبات.[53]
- 14 فبراير
  - أندريا ليفي, 62, روائي إنجليزي.[54]
  - سيمون بي نورتن, 66, رياضياتي إنجليزي.[55]
- 15 فبراير
  - تشارلز فار, 59, موظف مدني.[56]
- 17 فبراير
  - باول فلين, 84, سياسي بريطاني (عضو دائرة نيوبورت الغربية) (منذ 1987).[57]
- 23 فبراير
  - جيليان فريمان, 89, كاتبة وروائية.[58]
- 25 فبراير
  - مارك هوليس (مغني), 64, مغني وكاتب أغاني إنجليزي.[59]
  - بيتر فوكس, 85, لاعب رغبي إنجليزي.[60]
  - طوني هونوري, 96, مؤرخ وقانوني وأستاذ جامعي.[61]

### مارس
- 1 مارس
  - بول وليامز, 78, مغني بريطاني.[62]
- 2 مارس

كيث فلينت في 2009

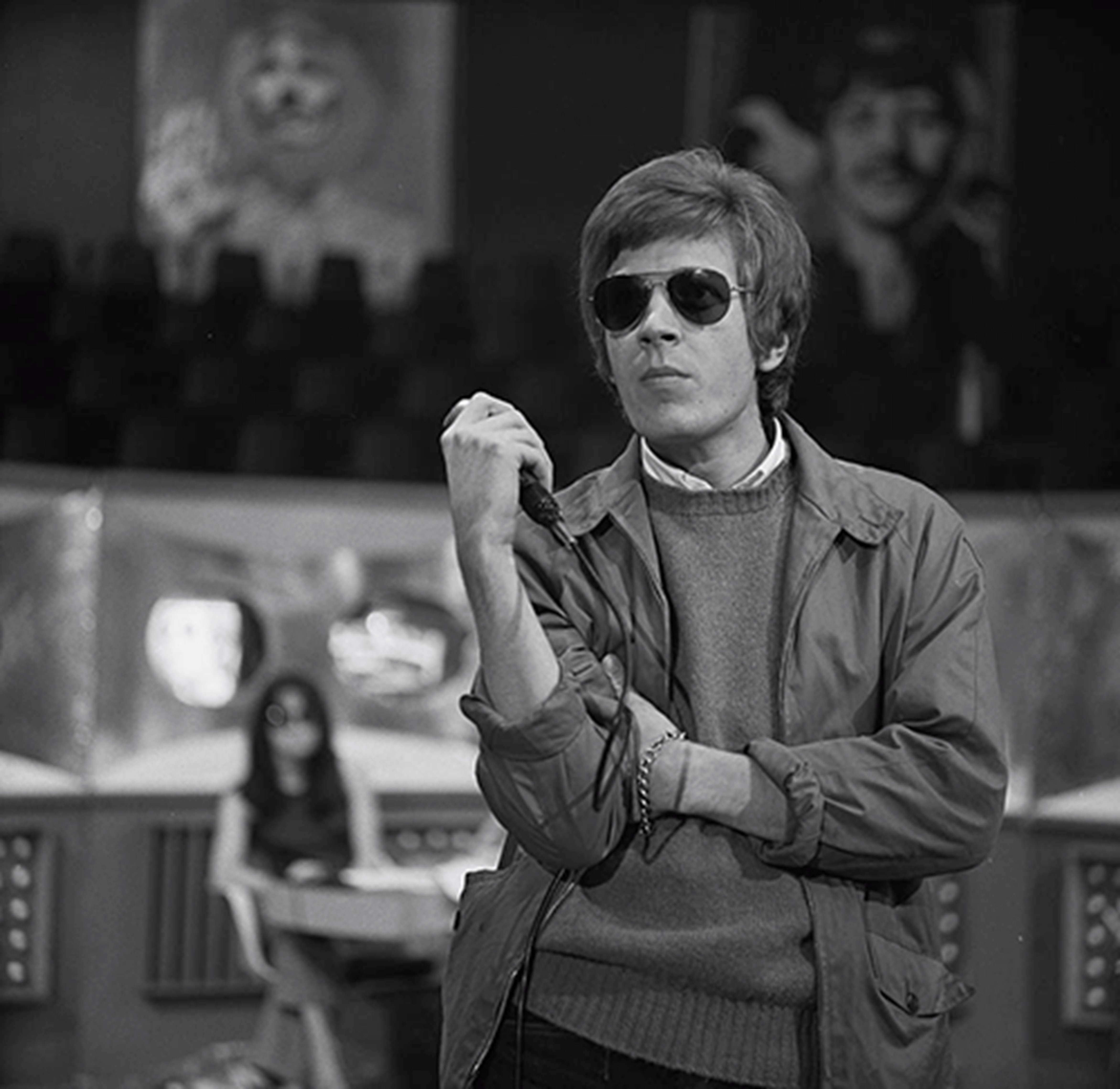
سكوت ووكر في 1968

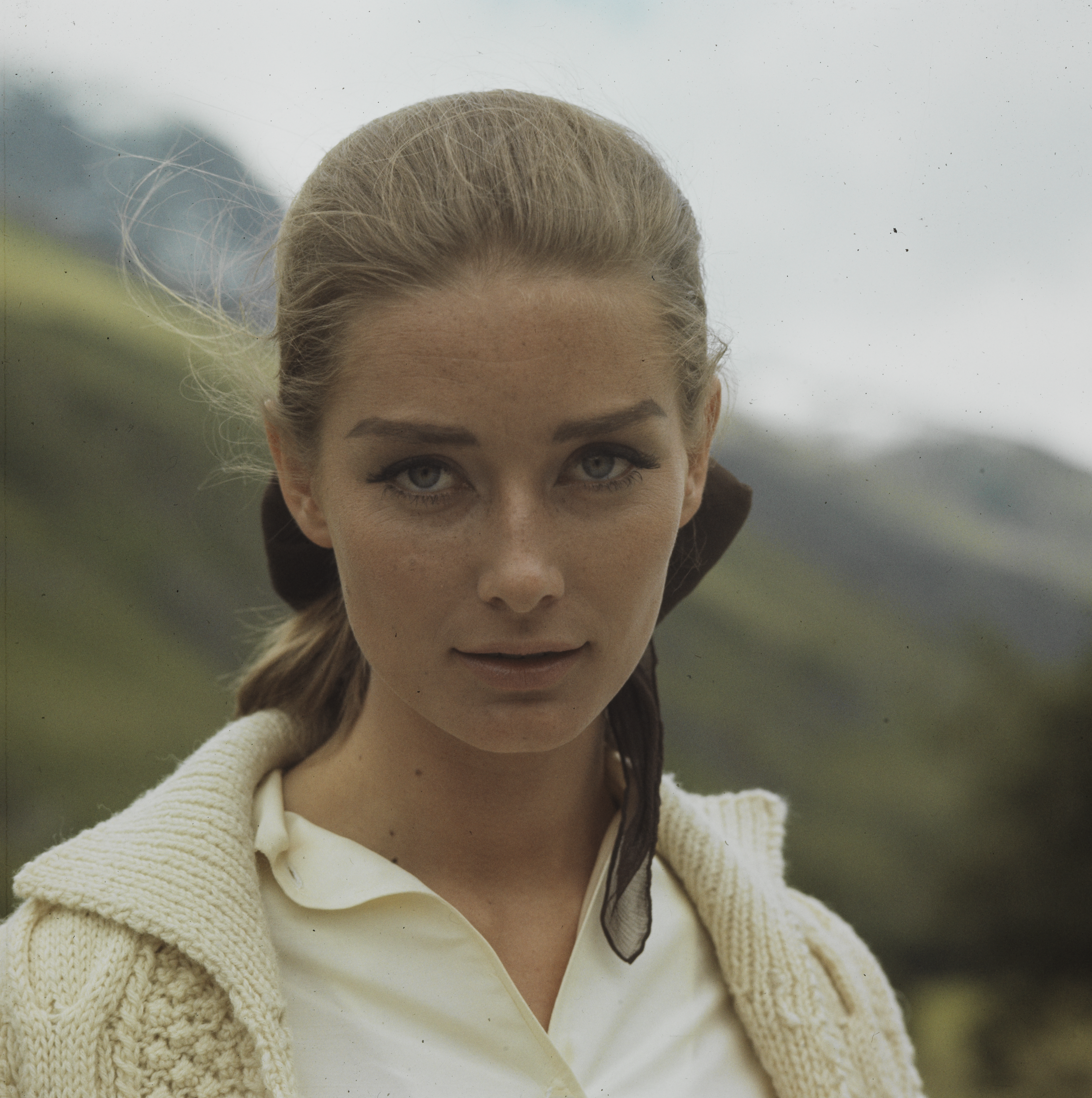
تانيا ماليت في 1964

  - مايك أوليفر, 74, ناشط حقوقي من المملكة المتحدة.[63][64]
- 3 مارس
  - بيتر هورفورد, 88, عازف أورغن وعالم موسيقى بريطاني.[65]
- 4 مارس
  - إريك كالدو, 84, لاعب كرة قدم اسكتلندي (نادي رينجرز، منتخب اسكتلندا لكرة القدم).[66]
  - كيث فلينت, 49, مغني وموسيقي إنجليزي.[67]
- 7 مارس
  - جوني بريتن, 86–87, متسابق دراجات نارية.[68]
- 8 مارس
  - جايسون ريس, 51, مهندس.[69]
- 9 مارس
  - توم بالارد, 30, متسلق جبال بريطاني.[70]
- 10 مارس
  - غوردون مكينتوش, 93, سياسي أسترالي ولد في اسكتلندا، عضو مجلس الشيوخ الأسترالي (1974–1987).[71]
- 12 مارس
  - جون ريتشارديون, 95, مؤرخ.[72]
- 13 مارس
  - كيث باتلر, 80, دراج بريطاني.[73]
- 14 مارس
  - باول هاتشينز, 73, لاعب كرة مضرب بريطاني.[74]
  - السير وليم ستانلي بيرت, 96, طبيب وباحث.[75]
- 17 مارس
  - ميك ميرفي, 77, رياضي.[76]
- 19 مارس
  - غراهام أرنولد, 86, رسام إنجليزي.[77]
  - توني غرينفيلد, 87, عالم إحصاء.[78]
  - روز هيلتون, 87, رسام بريطاني.[79]
  - ماري وارنوك ، بارونة وارنوك, 94, فيلسوفة بريطانية.[80]
- 21 مارس
  - غوردون هيل, 90, حكم كرة قدم إنجليزي.[81]
- 22 مارس
  - سكوت ووكر, 76, مغني وكاتب أغاني بريطاني ولد في أمريكا.[82]
- 25 مارس
  - باري هول, 76, لاعب كرة قدم ويلزي (كارديف سيتي، أستون فيلا، منتخب ويلز لكرة القدم).[83][84]
- 26 مارس
  - تيد بورجين, 91, لاعب ومدرب كرة قدم بريطاني (شيفيلد يونايتد، ليدز يونايتد، نادي روتشديل).[85]
- 28 مارس
  - كيفن راندال, 73, لاعب ومدرب كرة قدم (نادي تشيسترفيلد، نادي يورك سيتي).[86]
- 29 مارس
  - شاين ريمر, 89, مممثل بريطاني ولد في كندا (دكتور سترينجلوف) (الجاسوس الذي أحبني (فيلم))، سرطان.[87]
- 30 مارس
  - تانيا ماليت, 77, ممثلة بريطانية (إصبع الذهب (فيلم)).[88]

### أبريل
- 7 أبريل

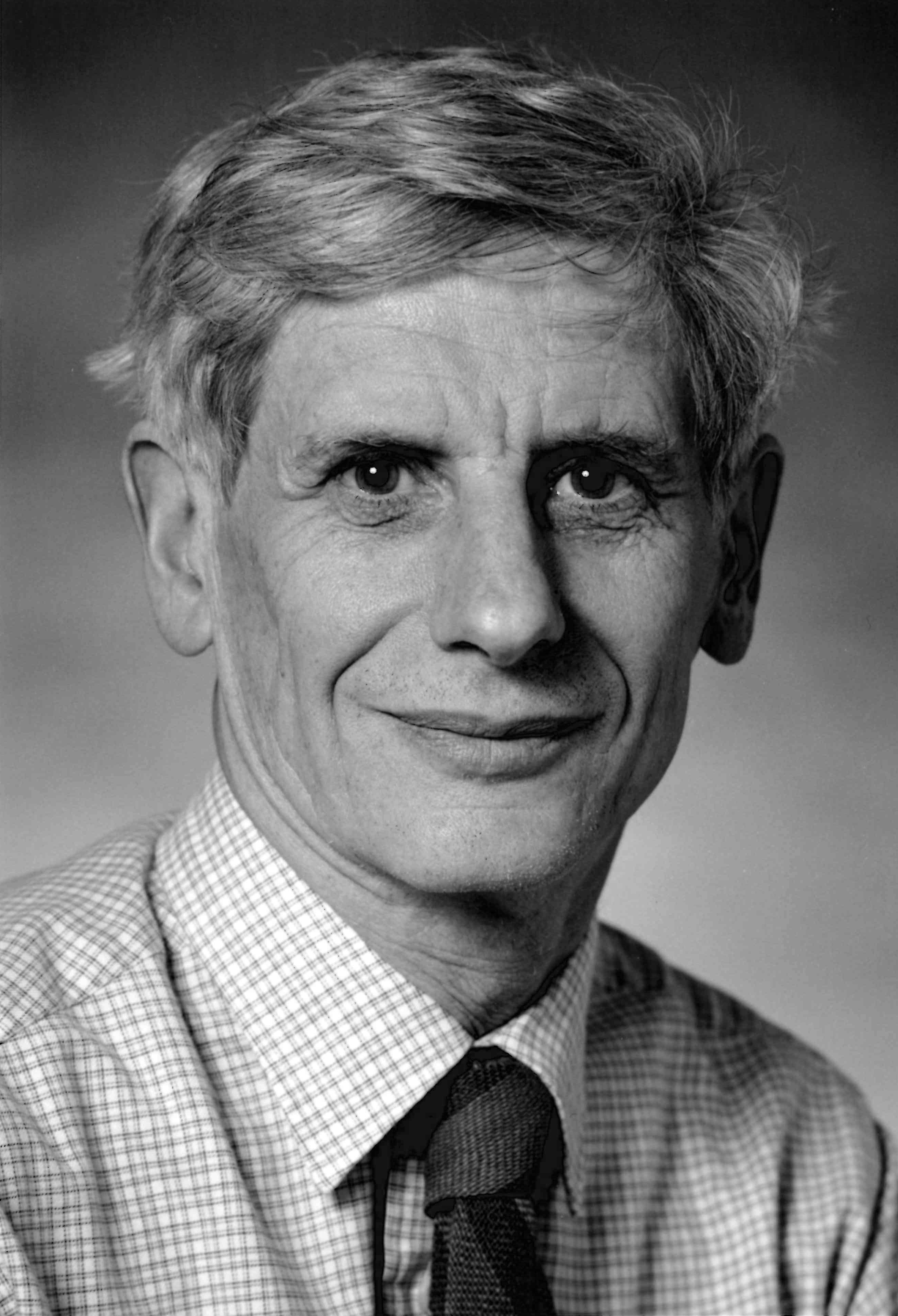
ديفيد ثاوليس في 1995

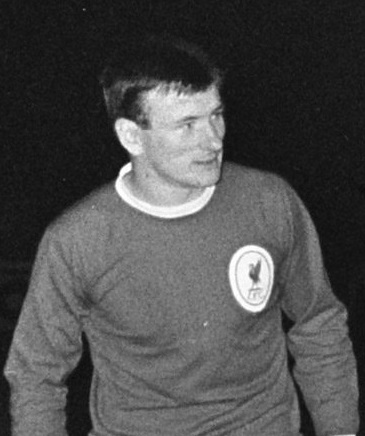
توماس سميث في 1966

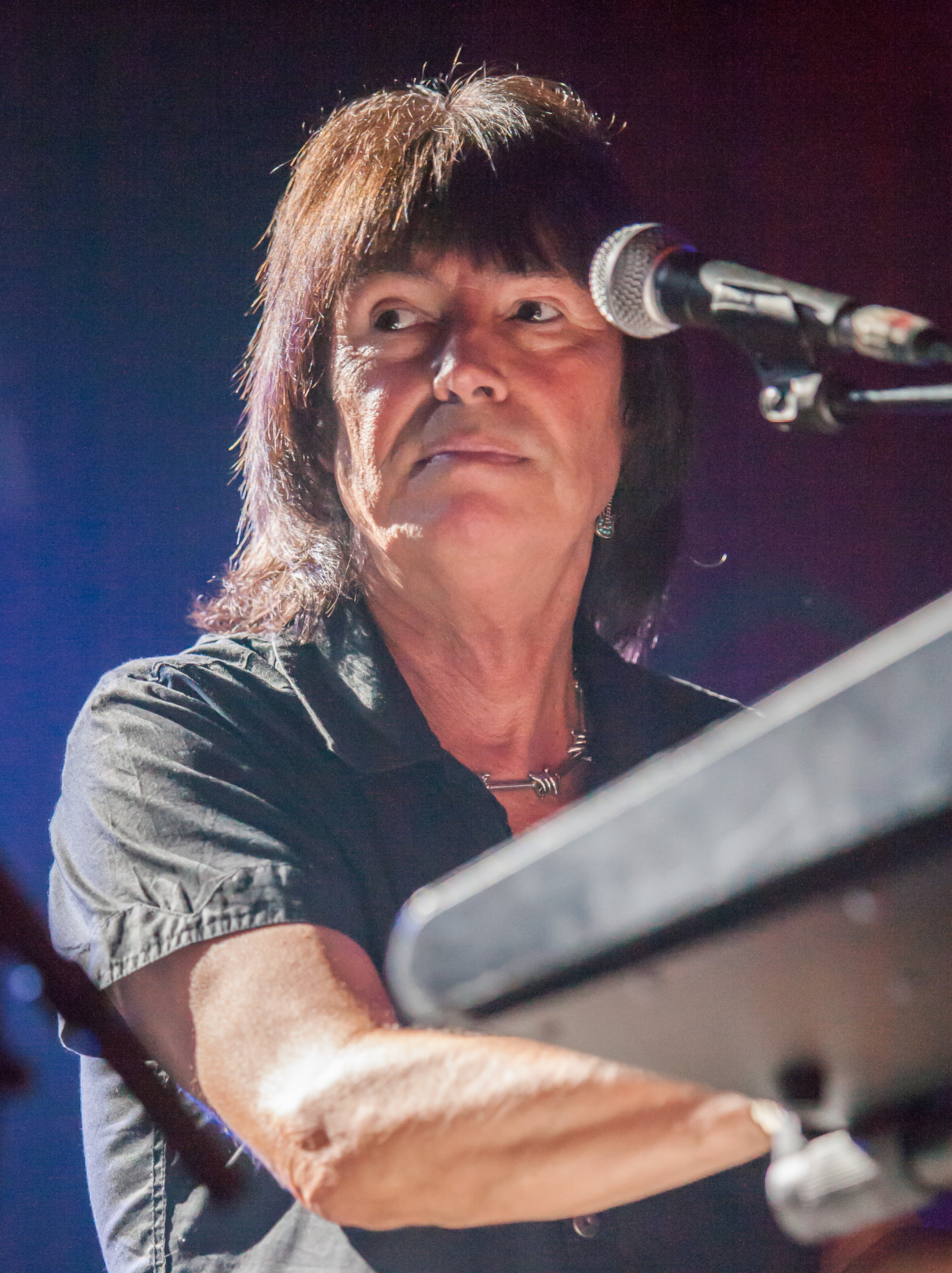
بول ريمون في 2007

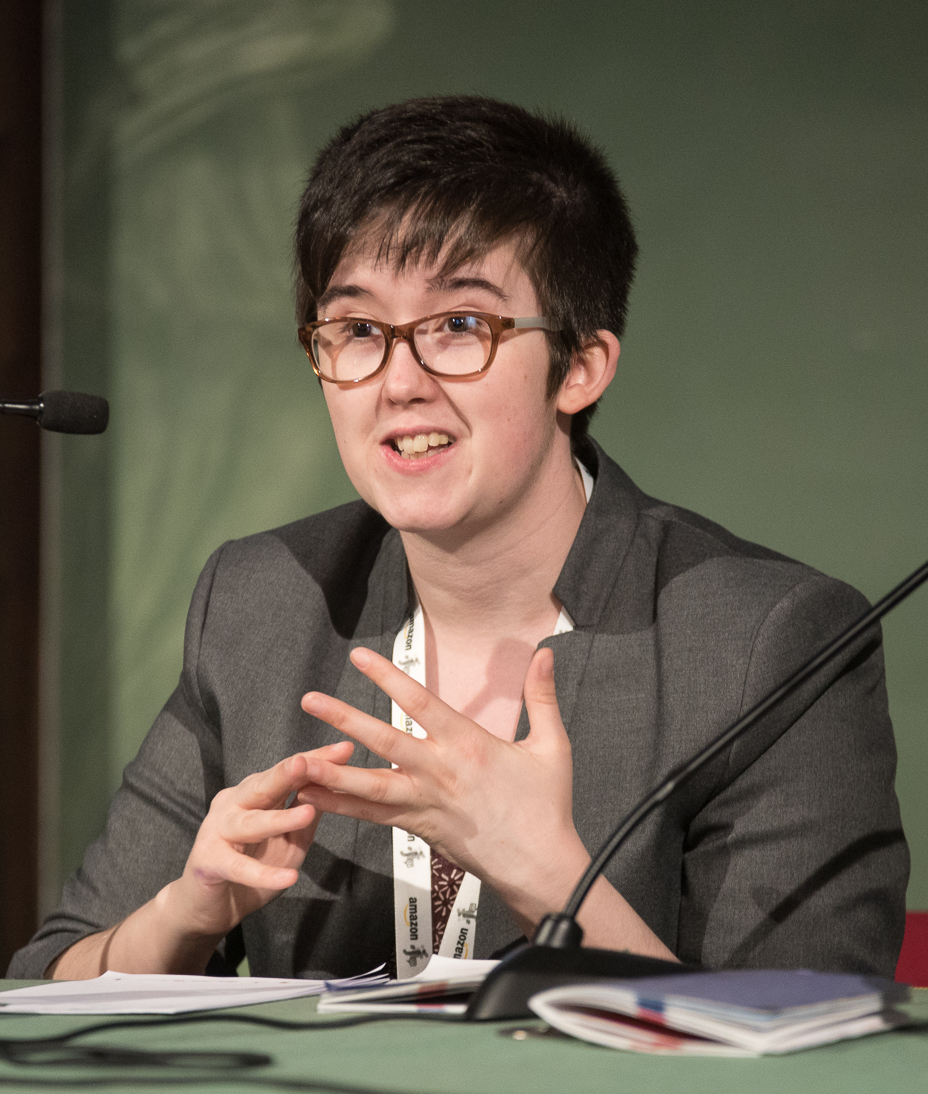
ليرا ماكي في 2017

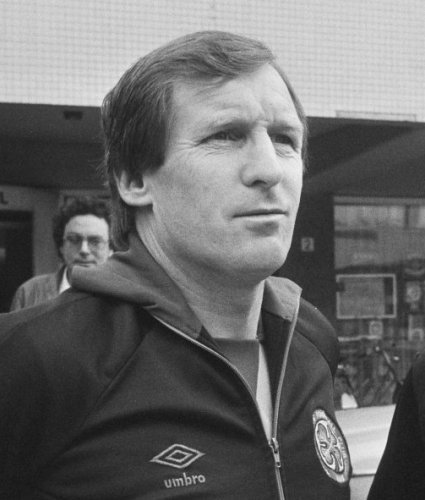
بيلي مكنيل في 1982

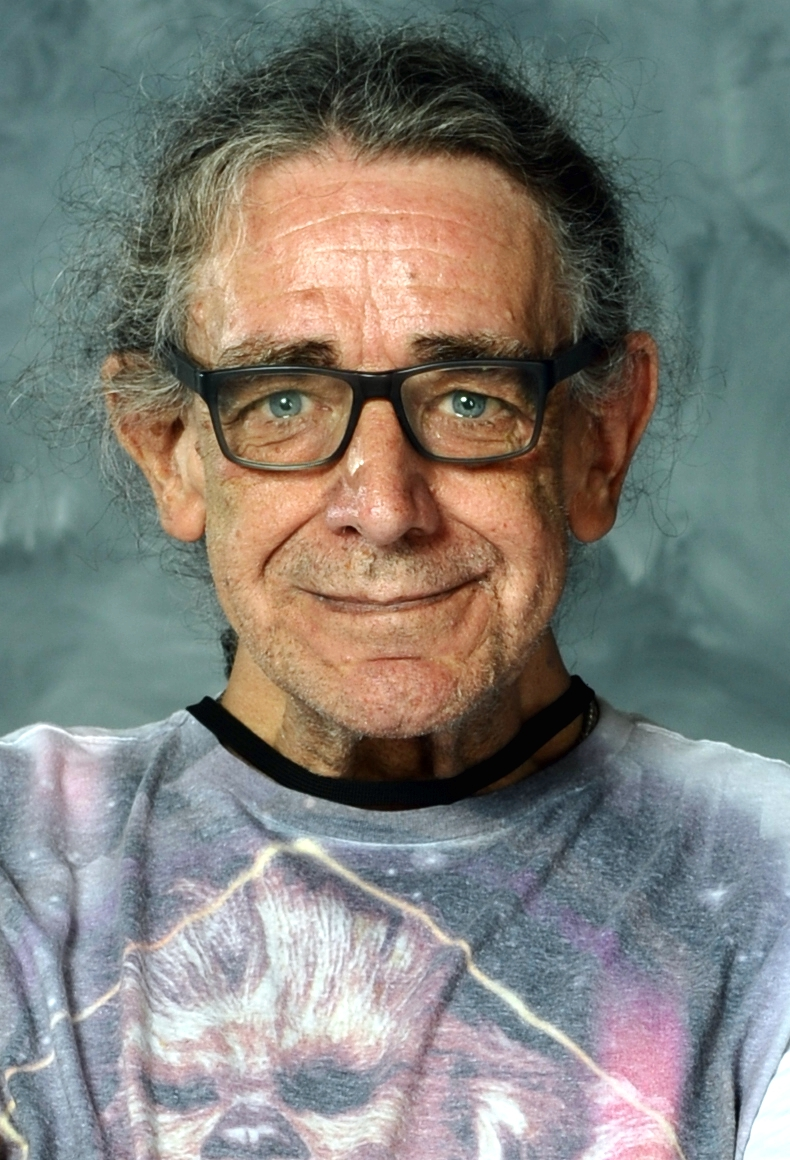
بيتر مايهيو في 2015

  - مايا-ليجيا نايلور, 16, ممثلة إنجليزية.[89][90]
- 12 أبريل
  - إيفور بروديس, 96, لاعب كرة قدم إنجليزي (نادي كارلايل يونايتد نيوكاسل يونايتد).[91]
  - جون مسينيري, 75, ممثل إنجليزي (روميو وجولييت (فيلم 1968)، نيكولاس وأليكساندرا (فيلم)).[92]
- 13 أبريل
  - توني بوزان, 76, كاتب وعالم نفس.[93]
- 18 April
  - جون بوين, 94, كاتب.[94]
- 21 April
  - بولي هيغينز, 50, عالمة بيئة، سرطان.[95]
- 22 أبريل
  - هيثر هاربر, 88, مغنية أيرلندية.[96]
- 23 أبريل
  - ديفيد وينتيرز, 80, ممثل (قصة الحي الغربي (فيلم)).[97]
- 27 أبريل
  - جوزيف وارد, 76, مغني.[98]
- 29 April
  - ستيفي شالمرز, 83, لاعب كرة قدم اسكتلندي (نادي سلتيك).[99]
- 30 أبريل
  - بون قاولد, 64, موسيقي إنجليزي.[100]

### مايو
- 9 مايو

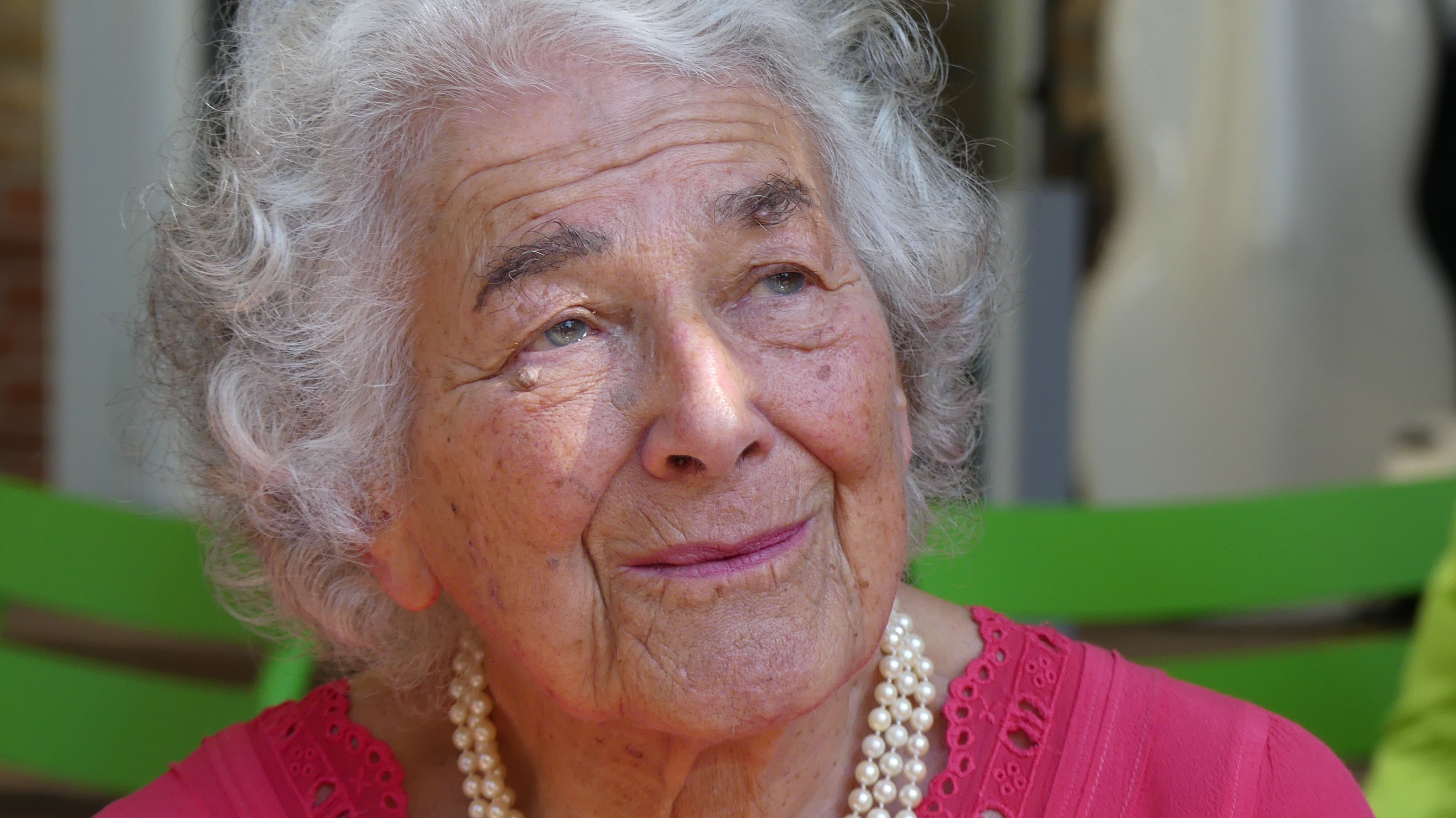
جوديث كير في 2016

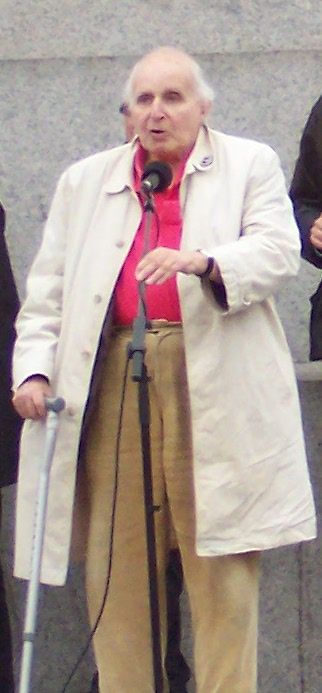
والتر فولفغانغ في 2007

  - برايان والدن, 86, صحفي وسياسي بريطاني.[101][102]
- 10 مايو
  - ريتشارد إل. هيلز, 82, كاهن ومؤرخ.[103]
  - جون ماكينيس, 89, لغوي ومؤرخ اسكتلندي.[104]
- 12 مايو
  - دالي كريغ, 81, عداءة اسكتلندية.[105]
- 13 مايو
  - جورج سميث, 75, حكم كرة قدم اسكتلندي.[106]
- 22 مايو
  - موريس بامفورد, 83, لاعب رغبي، (منتخب بريطانيا العظمى لدوري الرغبي).[107]
- 23 مايو
  - جوزيف ديفين, 81, كاهن كاثوليكي بريطاني.[108]
- 24 مايو
  - إدموند موريس, 78, كاتب حاصل على جائزة بوليتزر عن فئة السيرة الذاتية.[109]
- 26 مايو
  - هاري هود, 74, لاعب كرة قدم اسكتلندي، (نادي سلتيك) ومدرب (كوين أوف ساوث)، سرطان.[110]
- 27 مايو
  - ألان سميث (لاعب كرة قدم بريطاني), 97, لاعب كرة قدم إنجليزي، (نادي أرسنال، نادي برينتفورد).[111]
- 28 مايو
  - رالف ميرفي, 75, موسيقي كندي ولد في المملكة المتحدة، سرطان.[112]
  - والتر فولفغانغ, 95, ناشط سلام.[113]
- 30 مايو
  - أندرو سنكلير, 84, كاتب وراوئي.[114]

### يونيو
- 1 يونيو

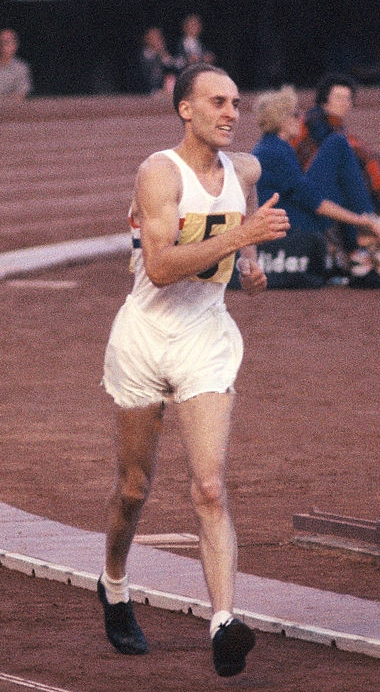
كين ماثيوز في 1964

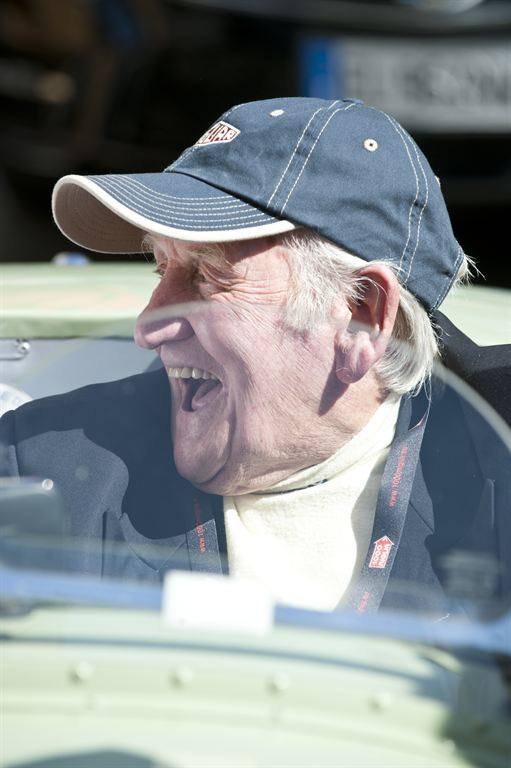
نورمان ديويس في 2012

  - جون مايرز, 60, مقدم برامج إذاعية سرطان.[115]
- 2 يونيو
  - باري هيوز, 81, لاعب ومدرب كرة قدم، (غو أهد إيغلز، سبارتا روتردام، نادي هارلم).[116]
- 3 يونيو
  - يان كرافت, 81, طبيب بريطاني.[117]
  - باول دارو, 78, ممثل إنجليزي دكتور هو.[118]
- 4 يونيو
  - جورج داروين (لاعب كرة قدم), 87, لاعب كرة قدم إنجليزي (هدرسفيلد تاون، نادي مانسفيلد تاون، ديربي كاونتي، نادي روذرهام يونايتد، نادي بارو).[119]
  - روبن هيرد, 80, مهندس ومصمم ورجل أعمال إنجليزي.[120]
- 6 يونيو
  - جوني روبنسون (لاعب كرة قدم), 83, لاعب كرة قدم إنجليزي (نادي بوري، أولدهام أثلتيك).[121]
- 9 يونيو
  - بيل براينت (لاعب دوري الرغبي), 78، لاعب رغبي.[122]
- 19 يونيو
  - بوبي براون (لاعب كرة قدم بريطاني), 87, لاعب كرة قدم اسكتلندي، (نادي ووركينغتون).
  - دنيس وايت, 70, لاعب كرة قدم إنجليزي (نادي هارتلبول يونايتد).[123]
- 24 يونيو
  - غراهام بارنت, 83, لاعب كرة قدم إنجليزي، (بورت فايل، نادي ترانمير روفرز، نادي هاليفاكس تاون)
- 25 يونيو
  - بريان مارشال, 81, ممثل، (الجاسوس الذي أحبني (فيلم)).